# Castelbianco
Castelbianco es una localidad y comune italiana de la provincia de Savona, región de Liguria, con 309 habitantes.

## Evolución demográfica
| Gráfica de evolución demográfica de Castelbianco entre 1861 y 2001 |
|                                                                    |
| Fuente ISTAT - elaboración gráfica de Wikipedia                    |